# Операција Бејтаун
Операција Бејтаун била је део савезничког поморски десанта на италијанско копно 3. септембра 1943. године који је био део италијанске кампање током Другог светског рата.

## Ситуација пре десанта
Почетком септембра 1943. године, након што су Савезници заузели Сицилију, немачка Врховна команда Вермахта је било јасно да ће Италија тежити да се што пре извуче из рата, те је због тога било одлучено да је немачке снаге напросто окупирају. У том тренутку у Италији се налазило око 15 немачких дивизија.
Са друге стране Савезници су после заузимања Сицилије предузели опсежне припреме за десант на обалу Калабрије. Због тога је поред свакодневног бомбардовања циљева на земљи из ваздуха било планирано да обалу гранатира и артиљерија са највећих британских бојних бродова Родни и Нелсон топовима калибра 406 мм, а поред тога и далекометна артиљерија из рејона Месина ~ 80 средњих и 40 тешких топова.

## Савезничке припреме
У грубим цртама савезнички план је био да десант прво изврши британска 8. армија преко Месински мореуза и да енергичним дејством на север привеже на себе што јаче осовинске снаге и тако што више помогне десанту америчке 5. армије под командом генерал-лајтнанта Марка Кларка која је требало да уследи нешто касније код Салерна.
Све до 16. августа, дан пре ного што су Савезници заузели Сицилију, још увек се није знало где ће тачно отпочети искрцавање на италијанском копну. Тада је генерал Двајт Д. Ајзенхауер, врховни командант савезничких снага у Средоземљу, одлучио да ће операција Бејтаун опточети нападом на више места. Свом заменику, британском генералу Харолду Александеру и заповеднику 15. групе армија оставио да донесе одлуку о тачном датуму десанта. Тог истог дана генерал Ајзенхауер је донео одлуку да се Савезници искрцају 9. септембра код Салерна, 50 километара јужно од Напуља и код Таранта на југу Италије.
Поред тога, планирано је било да се 8. септембра јавно објави капитулација Италије, дан пре савезничког искрцавања код Салерна и Таранта. Истог дана требало је да се код Рима искрцају ваздушно-десантне трупе, како би изгледало да је италијанска влада пред њима поклекнула и пристала на капитулацију. Због свих тих околности немачке снаге би биле присиљене да се боре у земљи чији је народ према њима непријатељски расположен. Пред тога Савезници су планирали да италијанске јединице које су капитулирале оперишу иза линије фронта као герилци.
Генерал Александер је 17. августа наредио фелдмаршалу Бернарду Монтгомерију да до 30. августа изврши десант на сам југ Италије. На опште изненађење Бернарду Монтгомери је тражио да се датум одложи јер пре свега није знао шта је циљ његовог подухвата ~ да ли је требало да остане у Калабрији и да настави наступање у правцу Напуља или у правцу Таранта. Поред тога, сматрао је да располаже исувише мали бројем средстава за десант, јер је један део возила морао да препусти Американцима да би се извршио десант код Салерна.
Фелдмаршал Монтгомери је 20. августа добио текст и објашњење од генерала Александера да након искрцавања треба да помогне искрцавање Американаца код Салерна, што ће рећи да настави напредовање ка Напуљу. Тада је и званично рекао да не може да изврши искрцавање пре 3. септембра. Краљевска ратна морнарица је сматрала да не може да буде спремна пре 5. септембра, а то време је, према прорачунима било исувише касно да би се стигло да Напуља. Генерал Ајзенхауер је послао адмирала Ендруа Канингама на Сицилију да подстакне Краљевску ратну морнарицу да ипак, 3. септембра отпочне искрцавање.

## Десант
Залагање адмирала Канингама је дало резултата и 3. септембра .1943. године у 04:30 часова, при веома повољним временским условима искрцао се први ешалон 13. корпуса британске 8. армије под командом генерала сер Мајлса Демпсија на обалу Калабрије у рејону Ређо ди Калабрија. Искрцавање је извршено лаким десантним средствима, уз подршку крстарица, разарача и других борбених бродова, као и авијације, која је била четвороструко јача од осовинских снага. Десант, који је био искрцан без јачег непријатељског отпора, образовао је мостобране око Мелита ди Порто Салво, јужно од Ређа ди Калабрија, и код Сан Ђованија, северно од Ређо ди Калабрија. Један батаљон командоса био је искрцан код планине Сциле са циљем да одмах заузме место Бањара и продужи путем уз обалу ка северу, и уђе и запоседне Еуфемски залив.
Сутрадан, 4. септембра, овом батаљону командоса се придружила британска 5. дивизија. Ове трупе нису наишла ни на какав отпор, а на обали није било скоро никаквих препрека, сем нешто бодљикаве жице и мина, што је све било одмах уклоњено. Италијани, деморалисани политичком ситуацијом и лоше опремљени су се предавали без отпора, док је међу заробљеницима било веома мало Немаца јер су фелдмаршала Алберт Кеселринг и његов штаб правилно проценили да искрцавање у КалабријаКалабрији нису главни савезнички напад, већ су очекивали напад код Салерна, Напуља или чак у близини самог Рима. Због тога је наредио генералу Трауготу Херу, команданту немачког 76. оклопног корпуса ~ који је био у саставу немачке 10. армије под командом генерал-пуковника Хајнриха фон Фитингофа ~ да се повуче због могућности одсецања. На комуникацијама су била извршена обимна рушења и чиме је драстично било отежано напредовања савезника а земљиште јужне Италије је и више него идеално подручје за то. Само један немачки пук је био остављен да брани око 25 километара обале.
За наступање ка северу постојала су само два пута ~ дуж западне и дуж источне обале полуострва, тако да је западном обалом напредовала 5. британска под командом генерал-лајтнанта Џерарда Бакнала, а источном 1. канадска дивизија под командом генерал-мајора Гај Симондса. Чак је и изузетно важан положај на превлаци између Катанцара и Никастра заузет без неког јачег отпора.
У ноћи између 7. и 8. септембра британска 231. пешадијска бригада успешно се искрцала код Пица и пошто се пробила у позадину непријатељских заштитница и уништила сва њихова транспортна средства, заузела је 10. септембра Никастро.
По веома лошим путевима британска возила су напредовала су веома споро. Многа су се покварила, што је опет значило додатно задржавање. начелник Империјалног генералштаба Фелдмаршал сер Алан Брук, морао је чак да опомене Монтгомерија да пожури, ако жели да стигне на време до Напуља.
8. септембра у 18:00 часова објављено је примирје са Италијом ~ потписано још 3. септембра ~ по коме се она, између осталог, обавезала да помаже Савезницима и да свим силама онемогући Немце у коришћењу италијанског ратног потенцијала и других извора и средстава потребних за даље вођење ратних операција.
9. септембра британски падобранци су се искрцали код Таранто ~ 3600 људи британске 1. ваздушно-десантне дивизије. Стигли су бродовима јер није било довољно транспортних авиона. Према информацијама италијанских изасланика за преговоре о предаји, на југу Италије скоро да уопште није требало да буде немачких јединица, иако су Савезници баш тамо очекивали више Немаца због стратешке важности тог положаја према Јадранском мору. 11. септембра Британци су стигли у Бриндизи, да нигде нису срели непријатељске јединице. Међутим, од тог датума напредовање се успорило. Отпор је био скоро истоветан отпору који је био пружан Монтгомерију у Калабрији. Бари је био заузет тек 22. септембра, након поморског десанта. Тиме су Савезници добили положај који доминира Јадранским морем.

## Анализа десанта
Обала Калабрије заправо уопште није била ни брањена, јер су у то време Немци већ знали за тајне преговоре између Италије и Англо-Американаца ~ који су били вођени још од 12. августа у Лисабону ~ и за колебљиво држање свог савезника, а са друге, нису располагали са довољним снагама за одбрану дугих италијанских обала. Поред тога, Немци скоро уопште нису имали своје поморске снаге у Италији. Немачка је располагала са само малим бродовима - пре свега торпедним чамцима, а главне поморске снаге биле су јој око 20 подморница. Ове малобројне јединице су биле растурене по многобројним италијанским лукама. Луфтвафе је била далеко слабија од савезничке авијације.
Прву вест о примирју са Италијом Немци су сазнали преко Би-Би-Сија, а када је шеф оперативног одељења Врховне команде Вермахта генерал-пуковник Алфред Јодл из Хитлеровог бункера Вучија јама код Растенбурга назвао Фелдмаршала Алберта Кеселринга у Фраскати у близини Рима да га упита да је то истина, командант немачких трупа у јужној Италији је морао да призна да њему ништа о томе није познато. Упркос томе, Кеселринг чији је штаб тог јутра био уништен савезничким бомбардовањем и који је био претрпан послом у прикупљању трупа услед очекиваног савезничког искрцавања негде на западној обали Италије, ипак је успео да изда заповест за операцију „Осовина”, којом су били покренути планови за разоружавање италијанске војске и окупацију земље.
У таквој ситуацији је Врховна команда Вермахта је покушавала да скрати обалске одбрамбене линије, као и своје комуникације и да маневрима по дубини добије на времену за довођење и груписање снага за даљу одбрану. Због тога су се они плански повлачили ка северу, задржавајући што су дуже могли напредовање Савезника и чврсто држећи обалу на оним местима где су Савезници могли да им пресеку одступницу.
Под оваквим условима делује потпуно несхватљиво је зашто су Савезници губили толико времена, од 17. августа до 3. септембра, и за 17 дана нису ништа озбиљније предузели. Тих 17 дана су добродошли Немцима да се консолидују и рушећи комуникације повлаче ка северу. Чак и када су се након 17 дана искрцали Савезници нису имали тачне податке о јачини и распореду осовинских снага. Извиђање обале било је веома слабо те је командант британске 8. армија фелдмаршал Бернард Монтгомери био потпуно погрешно обавештен да се ту налазе 26 пешадијска. и 29. моторизована пешадијска дивизија. Међутим, обала је била празна, чак је и становништво било избегло у планине, тако да су се испоставиле као потпуно излишне толике припреме и ангажовање бојних бродова као што су Родни и Нелсон.
А с обзиром да је по плану британске 8. армија требало енергичним дејством ка северу да веже за себе што више осовинских снага и тако олакша искрцавање америчке 5. армије код Салерна, њено напредовање је морало да буде много енергичније.